# Cophoscincopus durus
Cophoscincopus durus (водяний сцинк кілеподібний) — вид сцинкоподібних ящірок родини сцинкових (Scincidae). Мешкає в Західній Африці.

## Опис
Кілеподібні водяні сцинки — дрібні ящірки, середня довжина яких (без врахування хвоста) становить 52 мм. Голова у них покрита симетричними пластинками, зіниці округлі. Слуховий отвір невеликий, прихований.

## Поширення і екологія
Кілеподібні водяні сцинки мешкають на півдні Сьєрра-Леоне і Гвінеї, в Ліберії і на заході Кот-д'Івуару. Вони живуть у вологих тропічних лісах, на берегах струмків, невеликих річок і боліт, на висоті до 1200 м над рівнем моря. Ведуть денний, напівводний спосіб життя. Можуть плавати під водою, вигинаючи хребет і тримаючи кінцівки притиснутими до тіла та можуть тривалий час залишатися під водою, ховаючись серед каміння або коріння. Живляться безхребетними.